# World Series of Poker 1986
Die World Series of Poker 1986 war die 17. Austragung der Poker-Weltmeisterschaft und fand vom 10. bis 23. Mai 1986 im Binion’s Horseshoe in Las Vegas statt.

## Turniere

### Turnierplan

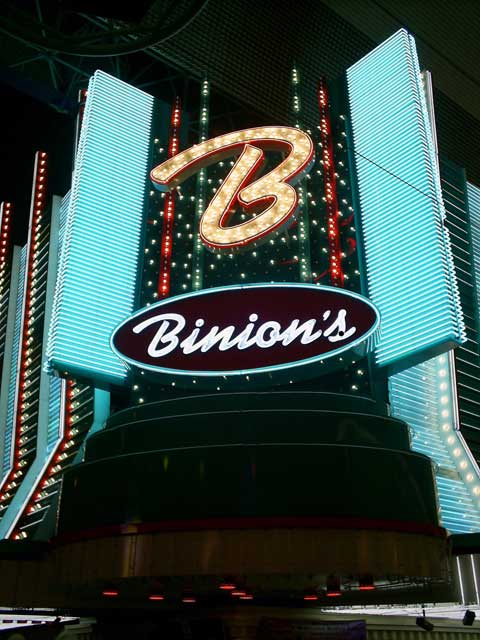
Das Binion’s Horseshoe in Las Vegas

Im Falle eines mehrfachen Braceletgewinners gibt die Zahl hinter dem Spielernamen an, das wievielte Bracelet in diesem Turnier gewonnen wurde.
| #  | Buy-in (in $) | Turnier                                          | Turnierbeginn | Teilnehmer | Sieger             | Herkunft           | Preisgeld (in $) |
| -- | ------------- | ------------------------------------------------ | ------------- | ---------- | ------------------ | ------------------ | ---------------- |
| 1  | 01.000        | Limit Omaha                                      | 10. Mai 1986  | 121        | James Allen        | Vereinigte Staaten | 048.400          |
| 2  | 02.500        | Pot-Limit Omaha (Rebuy)                          | 11. Mai 1986  | 067        | David Baxter (2)   | Vereinigte Staaten | 127.000          |
| 3  | 01.500        | No-Limit Hold’em                                 | 12. Mai 1986  | 302        | Hamid Dastmalchi   | Vereinigte Staaten | 165.000          |
| 4  | 00.500        | Ladies Limit Seven Card Stud                     | 13. Mai 1986  | 082        | Barbara Enright    | Vereinigte Staaten | 016.400          |
| 5  | 05.000        | No-Limit 2-7 Draw Lowball (Rebuy)                | 14. Mai 1986  | 031        | Ronald Graham      | Vereinigte Staaten | 142.000          |
| 6  | 01.500        | Limit Hold’em                                    | 15. Mai 1986  | 320        | Jay Heimowitz (2)  | Vereinigte Staaten | 175.800          |
| 7  | 01.000        | Limit Razz                                       | 16. Mai 1986  | 131        | Tom McEvoy (3)     | Vereinigte Staaten | 052.400          |
| 8  | 01.000        | Limit A-5 Draw Lowball                           | 17. Mai 1986  | 173        | J. B. Randall      | Vereinigte Staaten | 069.200          |
| 9  | 01.000        | Limit Seven Card Stud Hi-Lo                      | 18. Mai 1986  | 169        | Tommy Fischer (2)  | Vereinigte Staaten | 073.600          |
| 10 | 05.000        | Limit Seven Card Stud                            | 19. Mai 1986  | 040        | Sam Mastrogiannis  | Vereinigte Staaten | 080.000          |
| 11 | 05.000        | No-Limit A-5 Draw w/ Joker (Rebuy)               | 20. Mai 1986  | 032        | Mike Cox           | Vereinigte Staaten | 118.000          |
| 12 | 10.000        | No Limit Hold’em Main Event – World Championship | 21. Mai 1986  | 141        | Berry Johnston (2) | Vereinigte Staaten | 570.000          |

### Main Event

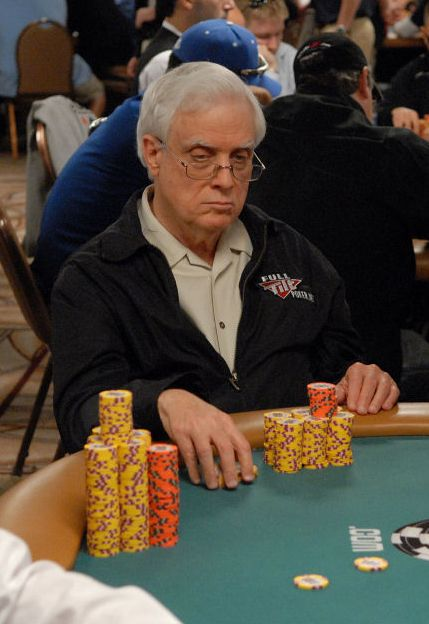
Berry Johnston (2007)

Der Finaltisch wurde am 23. Mai 1986 ausgespielt. In der finalen Hand gewann Johnston mit A♠ 10♥ gegen Hart mit A♦ 8♦.
| Platz | Herkunft           | Spieler        | Preisgeld (in $) |
| ----- | ------------------ | -------------- | ---------------- |
| 1     | Vereinigte Staaten | Berry Johnston | 570.000          |
| 2     | Vereinigte Staaten | Mike Hart      | 228.000          |
| 3     | Vereinigte Staaten | Gary Berland   | 114.000          |
| 4     | Vereinigte Staaten | Jesse Alto     | 062.700          |
| 5     | Vereinigte Staaten | Bill Smith     | 051.300          |
| 6     | Vereinigte Staaten | Roger Moore    | 039.900          |